# جیمز کوک
جیمز کوک {۷ نوامبر ۱۷۲۸ تا ۱۴ فوریه ۱۷۷۹، {به انگلیسی| James Cook}}، دریانورد و کاوشگر بریتانیایی بود. او سه سفر اکتشافی مهم را فرماندهی کرد که در طی آنها، بسیاری از جزایر اصلی اقیانوس آرام – همچون استرالیا، زلاندنو و هاوائی- شناسائی و نقشه‌برداری شدند. شجاعت کوک در اکتشاف مناطق پرخطر (مانند مدار جنوبگان و منطقهٔ صخره‌های مرجانی بزرگ استرالیا)، توانائی در رهبری کردن افراد در شرایط دشوار و مهارت فراوان در فنون دریانوردی، مساحی و نقشه‌برداری او را در شمار موفق‌ترین کاشفان زمان خود قرار می‌دهد. دانشگاه جیمز کوک به افتخار وی درتانزویل استرالیا تأسیس شده‌است.

## مقدمه
جیمز کوک در مارتون، کلیولند نزدیک شهرک میدلزبورو از توابع یورکشایر متولد شد اما از کودکی با خانواده‌اش در گریت ایتون اقامت داشت. او که از نوجوانی شیفتهٔ دریانوردی بود نقشه‌برداری را خود آموخت؛ سپس به ویتبی رفت و در کشتی‌های حمل زغال‌سنگ آنجا مشغول به کار شد. در میانهٔ جنگ‌های هفت ساله، کوک در نیروی دریایی سلطنتی خدمت می‌کرد و در محاصرهٔ شهر کبک در ۱۷۵۹ میلادی شرکت داشت. مقامات ارتش با مشاهدهٔ استعداد وی، مسؤولیت نقشه‌برداری از بیشتر ورودی‌های رودخانهٔ سینت لارنس را در خلال جنگ به او سپردند. مهارت‌های کوک بار دیگر در نقشه‌برداری از سواحل نیوفوندلند در دههٔ ۱۷۶۰ میلادی به کار آمد و مورد توجه انجمن سلطنتی قرار گرفت.

## سفر اول (۱۷۷۱ میلادی-۱۷۶۸ میلادی)

### رصد سیارهٔ زهره
جیمز کوک در سال ۱۷۶۶ میلادی، از طرف انجمن سلطنتی مأموریت یافت تا برای رصد و ثبت کردن عبور سیاره زهره از جلوی خورشید عازم اقیانوس آرام شود. وی کشتی اِندِوِر (Endeavour) را برای این سفر برگزید. هیئت اکتشافی ۹۴ نفره به فرماندهی کوک در ۲۶ اوت ۱۷۶۸ میلادی بندر پلیموث را ترک کردند و در ۱۳ آوریل ۱۷۶۹ میلادی در جزیرهٔ تاهیتی پیاده شدند. به دستور کوک دژی کوچک و یک رصدخانه در محل ساخته شد و در سوم ژوئن عملیات رصد عبور سیارهٔ زهره از جلوی خورشید با موفقیت به انجام رسید؛ هرچند به علت نبود ابزار پیشرفتهٔ علمی اندازه‌گیری دقیق این پدیده ممکن نگردید.

### پویش استرالیا و زلاند نو
در قرن هجدهم گزارش‌های پراکنده‌ای به اروپائیان رسیده بود حاکی از این که در نیمکره جنوبی قاره‌ای بزرگ قرار دارد به نام Terra Australis (سرزمین جنوبی). انجمن سلطنتی و به‌ویژه یکی از اعضای آن الکساندر دالریمپل به وجود این سرزمین سخت باور داشتند و به کوک دستور داده بودند که پس از پایان عملیات رصد سیارهٔ زهره، به سمت جنوب ادامهٔ مسیر دهد و به جستجوی قارهٔ مذکور بپردازد.
کوک یکی از اهالی تاهیتی به نام توپایا را که با آب‌های اقیانوس آرام آشنایی کامل داشت، به عنوان راهنما به کار گرفت. آنها با کمک وی به زلاند نو رسیدند و کوک برای اولین بار از تمام خطوط ساحلی جزایر زلاند نو نقشه برداشت. در نقشهٔ او فقط چند اشتباه جزئی به چشم می‌خورد. (مثلاً شبه‌جزیره بنکس به جای جزیره گرفته شده و جزیره استوارت قسمتی از جزیره جنوبی به حساب آمده‌است) وی همچنین تنگه کوک را کشف کرد که جداکنندهٔ جزیره شمالی و جزیره جنوبی زلاند نو است و یک قرن پیشتر از چشم تاسمان دور مانده بود.
کوک سپس به سمت غرب راند تا به استرالیا رسید و کرانه‌های شرقی آن را کاوش کرد. کاشفان در ساحل خلیج کوچکی پا به خشکی گذاشتند و برای نخستین بار فرصتی یافتند تا نظری به گیاهان و جانوران استرالیا بیندازند و با بومیان ملاقات کنند. این محل که نخستین مستعمره‌نشین بریتانیا در استرالیا شد، پوشش گیاهی بسیار متنوعی داشت؛ از این رو کوک آن را خلیج گیاهشناسی نامید.
کوک پس از ترک خلیج مسیر خود را در امتداد ساحل به سوی شمال ادامه داد. یک اتفاق در هنگام سفر سبب شد تا کوک صخره‌های مرجانی بزرگ استرالیا را هم کشف کند؛ در ۱۱ ژوئن ۱۷۷۰ میلادی کشتی او به یکی از این صخره‌های زیرآبی برخورد و «به گِل نشست». ایندیوور از این تصادم آسیب فراوان دید و ناگزیر به دهانه‌ای رودخانه‌ای (که اکنون ایندیوور نامیده می‌شود) در شمال شرقی استرالیا هدایت گردید. تعمیر کشتی حدود هفت هفته به طول انجامید. هیئت اکتشافی این فرصت را برای بررسی وضعیت زندگی سکنهٔ محلی و گیاهان و جانوران غنیمت دانستند. چنان‌که ژوزف بنکس و دانیل سولاندر در مدت توقف در خشکی مجموعهٔ بزرگی از نمونه گیاهان آن نواحی را جمع‌آوری کردند. کانگوروی خاکستری هم احتمالاً در همین زمان شناسایی و نام آن از زبان محلی بومیان (Guugu-Yimidhirr) به زبان انگلیسی وارد گردید.
پس از آماده شدن کشتی، کوک راه بازگشت را در پیش گرفت و پس از عبور از تنگه تورس میان استرالیا و گینه نو، پیمودن مسیر غربی و دور زدن دماغه امید نیک، پس از دو سال و یازده ماه به بریتانیا مراجعت کرد.
یادداشت‌های کوک بلافاصله پس از رسیدنش منتشر شد و اگرچه در محافل علمی او را همچون یک قهرمان بزرگ داشتند، در میان عامهٔ مردم ژوزف بنکس گیاه‌شناس اشرافزاده مقبولیت بیشتری یافت. وی حتی درصدد بود تا فرماندهی دومین سفر اکتشافی کوک را به‌دست‌آورد ولی پیش از شروع سفر منصرف شد و خود را کنار کشید.

## سفر دوم

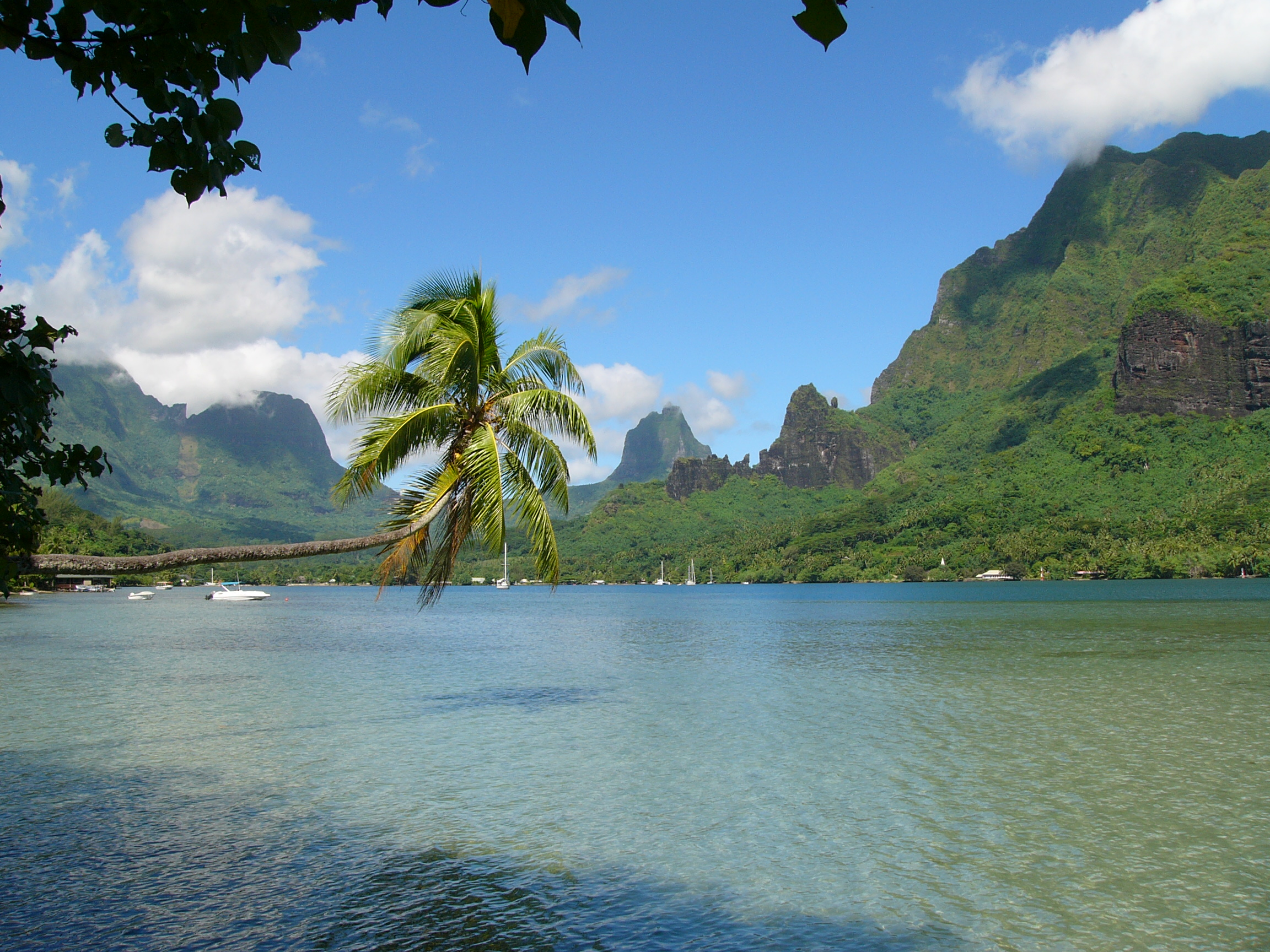
نمایی از خلیج کوک، در جزیره موئورئا. این خلیج به نام جیمز کوک، کاشف و دریانورد بریتانیایی نام‌گذاری شده‌است.

مدارک و اطلاعات به دست آمده از سفر اول برای بعضی اعضای انجمن پادشاهی بریتانیا، از جمله الکساندر دالریمپل قانع‌کننده نبود. دالریمپل پیوسته می‌گفت که کوک به هدف اصلی مسافرت که همانا یافتن قارهٔ جنوبی باشد دست نیافته‌است. وی حاضر نبود استرالیا را به عنوان ترا آسترالیس (سرزمین جنوبی) افسانه‌ای بپذیرد و هنوز باور داشت به این که جایی در جنوب اقیانوس آرام قاره‌ای بسیار پهناور و کشف نشده وجود دارد.
کوک که خود نیز مایل به حل معمای قارهٔ جنوبی بود، پیشنهاد جستجویی مجدد را به انجمن ارائه داد که پذیرفته شد. این بار او برای سفر خود دو کشتی فراهم کرد؛ رزولوشن به فرماندهی خودش و ادونچر به فرماندهی توبیاس فورنو. ناوگان کوک در ۱۳ ژوئیه ۱۷۷۲ میلادی از بندر پلیموت به راه افتاد، در ۳۰ اکتبر به دماغه هورن رسید و از آنجا مسیر جنوب شرقی را به سوی مناطق قطبی در پیش گرفت. با گذشتن از ۷۱ درجه و ۱۰ دقیقه عرض جنوبی در ۱۷ ژانویه ۱۷۷۳ میلادی، کوک و افرادش نخستین اروپاییانی شدند که مدار جنوبگان را پشت سر گذاشتند.
در ۸ فوریه، دو ناخدا در مه منطقهٔ قطب یکدیگر را گم کردند. فورنو، کشتی‌اش را به زلاند نو برد و بعد از آنکه در جنگ با مائوری‌ها تعدادی از افراد خود را از دست داد، بی‌درنگ به بریتانیا بازگشت.
کوک همچنان به پوییدن دریای جنوبگان ادامه داد. حرکت کشتی به علت وجود یخکوه‌های عظیم بر سر راه با کندی بسیار صورت می‌گرفت. سرانجام پس از دو ماه، رزولوشن که برای سفرهای قطبی مجهز نبود، در محاصرهٔ توده‌های یخ از پیشروی بیشتر بازماند و کوک ناچار شد به سوی شمال تغییر مسیر دهد و کشتی را برای تعمیر و آماده‌سازی مجدد به تاهیتی ببرد.
پس از مدتی استراحت، کوک در ۱۷ سپتامبر تاهیتی را به مقصد قطب ترک گفت و یک بومی به نام «اومای» را نیز با خود همراه کرد که عملاً معلوم شد اقیانوس آرام را به اندازهٔ «توپایا» (راهنمای سفر قبلی) نمی‌شناسد. آنها در ۳۰ ژانویه از مدار جنوبگان گذشتند ولی این بار هم تلاششان برای دست یافتن به قارهٔ فرضی بی‌نتیجه ماند؛ لذا کوک با موافقت یارانش ادامهٔ سفر را رها کرد و راه بازگشت را در پیش گرفت.
آنها کریسمس را در جزیره تیرادل فوئگو (جنوب آمریکای جنوبی) گذراندند و با دور زدن دماغه هورن در ۲۸ سپتامبر وارد اقیانوس اطلس شدند، در ۲۱ مارس ۱۷۷۵ میلادی در ساحل دماغه امید نیک لنگر انداختند و سرانجام در ۳۰ ژوئیه ۱۷۷۵ میلادی به بریتانیا رسیدند.
با بازگشت کوک به وطن مردم شناخت بیشتری از ناحیهٔ قطب جنوب پیدا کردند و افسانهٔ قارهٔ سرسبز و پهناور ترا آسترالیس رفته رفته به فراموشی سپرده شد. اگر چه کوک و یارانش به هدف مهم مأموریت خود یعنی یافتن قارهٔ جنوبی دست نیافتند ولی چند جزیرهٔ جدید را کشف و تعدادی دیگر را نقشه‌برداری و موقعیت‌یابی کردند که عبارت‌اند از: جزیره مرجانی هِروی (مانوئه فعلی) که بخشی است از جزایر کوک، جزیره ائووا، جزیره فرندلی (تونگای فعلی)، جزیره ایستر، جزیره نیوئه، جزایر مارکیز، جزایر هبرید جدید و جزایر کالدونیای جدید.
دستاورد دیگر این سفر آزمایش موفقیت‌آمیز زمان‌سنج جان هریسون بود. با استفاده از این ابزار برای اولین بار اندازه‌گیری دقیق طول جغرافیایی در دریا امکان‌پذیر گردید.

## سفر سوم

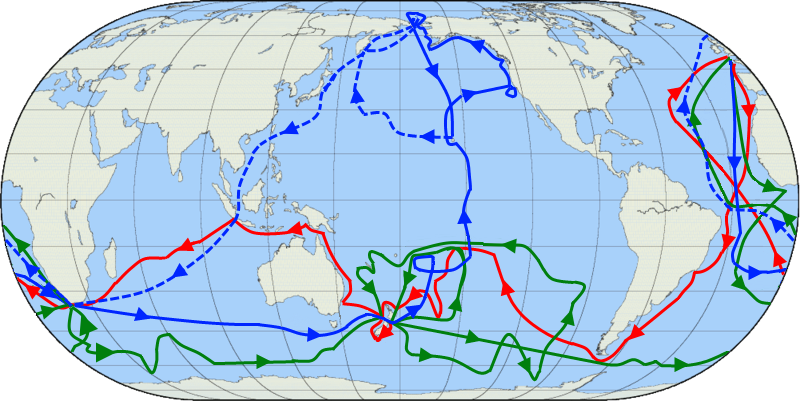
مسیر سفرهای کاپیتان کوک. اولین سفر به رنگ قرمز نمایش داده‌شده‌است، دومین سفر به رنگ سبز، سومین سفر به رنگ آبی. مسیر خدمهٔ کوک پس از مرگ او با خط تیرهٔ آبی نمایش داده‌شده‌است.

شهرت و اعتبار کوک پس از پایان سفر دوم دو چندان شد و نیروی دریایی به وی بازنشستگی افتخاری اعطا کرد؛ ولی کوک زندگی دور از دریا را دوست نداشت. چند ماه بعد او مهیای سومین سفر اکتشافی خود، این بار به مقصد گذرگاه شمال غربی بود. گذرگاه شمال غربی معبری است که اقیانوس اطلس و اقیانوس آرام را از طریق مجمع‌الجزایر قطبی کانادا به یکدیگر متصل می‌کند و در بیشتر مواقع سال از یخ پوشیده‌است. کوک می‌خواست با عبور از این گذرگاه به‌وسیلهٔ کشتی یک راه میانبر دریایی بین دو اقیانوس برقرار کند.
به دلیل اهمیت فراوان این مسافرت برنامه‌ریزی آن مخفیانه انجام گرفت؛ بطوریکه مردم خیال می‌کردند این سفر برای بازگرداندن اومای - راهنمای بومی کوک- به تاهیتی ترتیب داده شده‌است.
در این سفر آخر کوک بار دیگر فرماندهی کشتی رزولوشن را عهده‌دار بود و ناخدا چارلز کلرک (Charles Clerke) هم با کشتی دیسکاوری او را همراهی می‌کرد. این دو در ۱۲ ژوئیه ۱۷۷۶ میلادی بریتانیا را به سوی جنوب اقیانوس آرام ترک کردند. پس از پیاده کردن اومای در جزیره‌اش، راه شمال را در پیش گرفتند و از خط استوا عبور کردند. در ۱۸ ژانویه ۱۷۷۸ میلادی جزایر هاوایی را کشف کردند و به عنوان اولین گروه اروپاییان بر آن پا گذاشتند. کوک این خشکی‌ها را به یاد ارل آو سندویچ، لرد اول دریاداری (Board of Admiralty) وقت، «جزایر سندویچ» نامید. پس از چند هفته استراحت در هاوایی، دریانوردان عازم قاره آمریکا شدند و کوک سواحل غربی آمریکای شمالی را از کالیفرنیا تا تنگه برینگ کاوش و نقشه‌برداری کرد. هرچه به قطب نزدیک‌تر می‌شدند، هوا بیشتر رو به سردی می‌گذاشت. با گذشتن از تنگه برینگ و مدار شمالگان توده‌های یخ شناور از هر سو نمایان شدند. عاقبت در ۷۰ درجه و ۴۴ دقیقه عرض شمالی، کشتی‌ها از حرکت بازماندند زیرا دریای پیش رویشان کاملاً یخ بسته بود. کوک با توافق همگان به هاوایی مراجعت کرد و ناوگان در خلیج کیالاکه‌کوا لنگر انداخت.
جزیره‌نشینان ابتدا به گرمی از کوک و افرادش استقبال و پذیرایی کردند ولی چند هفته بعد به دلایل نامعلومی بین بریتانیایی‌ها و بومیان اختلاف افتاد تا اینکه در ۱۳ فوریه یکی از قایق‌های ناوگان به سرقت رفت. چنین دزدی‌هایی در تاهیتی و جزایر دیگر امری عادی بود و معمولاً کوک تعدادی از بومیان را نگه می‌داشت تا اشیاء مسروقه بازگردانده شود. اما این بار وی بسیار خشمگین شده بود و فردای آن روز با ده ملوان به ساحل رفت و خواست تا سلطان را به گروگان بگیرد. بومیان دستور او را نپذیرفتند و جنگی شدید بین دو طرف درگرفت که در طی آن کوک و پنج بریتانیایی کشته و بقیه مجبور به عقب‌نشینی شدند.
چند روز بعد کشتی‌ها بدون فرمانده بزرگ خود هاوایی را ترک کردند. چارلز کلرک جانشین کوک می‌خواست و کوشید مأموریت کشف گذرگاه شمال غربی را به پایان برساند ولی ملوانان مایل به ادامهٔ سفر نبودند؛ از این رو دو تن از یاران کوک به نام‌های جان گور و جیمز کینگ فرماندهی رزولوشن و ادونچر را به عهده گرفتند و در ۴ اوت ۱۷۸۰ به بریتانیا بازشان گرداندند.